# Jay Haas
Jay Haas (* 2. Dezember 1953 in St. Louis, Missouri) ist ein US-amerikanischer Profigolfer der Champions Tour.

## Werdegang
Nach dem Besuch der Wake Forest University wurde er im Jahre 1976 Berufsgolfer und hatte eine solide Karriere mit neun Turniersiegen auf der PGA TOUR zwischen 1978 und 1993.
In der Saison 2003 erlebte Haas eine Art Wiedergeburt, platzierte sich erstmals seit 1995 wieder unter den Top 30 der Geldrangliste, fand Berücksichtigung im US-Team des Presidents Cup und wurde von Kapitän Hal Sutton in die Ryder Cup Mannschaft für 2004 einberufen.
Ab 2004 war Haas für die Champions Tour spielberechtigt und verpasste sein erstes Senior Major nur um einen Schlag gegen Hale Irwin. Im darauf folgenden Jahr gewann er dort zwei Turniere, spielte aber auch weiterhin auf der PGA TOUR. Im April 2006 gelang es Haas, auf der Seniorentour zwei Turniere in Folge für sich zu entscheiden und im Mai holte er sich sein erstes Senior Major, die Senior PGA Championship, im Stechen gegen Brad Bryant. Sowohl 2006 als auch 2007 gewann Haas die Jahreswertung der Champions Tour und damit jeweils den Arnold Palmer Award. 2008 siegte er im Charles Schwab Cup, dem Pendant des FedEx Cup für Senioren.
Jay Haas ist der Neffe des Masters Siegers von 1968, Bob Goalby, sein zweitältester Sohn Bill spielt seit 2006 auf der PGA TOUR. Er hat seinen Wohnsitz in Greenville, South Carolina.

## Auszeichnungen
- 2004 Payne Stewart Award (upholding the traditions of golf)
- 2005 Jim Murray Award (Golf Writers Association of America)
- 2006 Bob Jones Award (höchste Auszeichnung der USGA)

## PGA Tour Siege
- 1978 Andy Williams-San Diego Open Invitational
- 1981 Greater Milwaukee Open, B.C. Open
- 1982 Hall Of Fame, Texas Open
- 1987 Big „I“ Houston Open
- 1988 Bob Hope Chrysler Classic
- 1992 Federal Express St. Jude Classic
- 1993 H.E.B. Texas Open

## Champions Tour Siege
- 2005 Greater Hickory Classic at Rock Barn, SBC Championship
- 2006 Liberty Mutual Legends of Golf, FedEx Kinko's Classic, Senior PGA Championship, Administaff Small Business Classic
- 2007 Toshiba Classic, Liberty Mutual Legends of Golf, The Principal Charity Classic, Bank of America Championship
- 2008 Senior PGA Championship, The Principal Charity Classic
- 2009 Greater Hickory Classic at Rock Barn, Constellation Energy Senior Players Championship
- 2011 3M Championship
- 2012 The Principal Charity Classic
- 2014 Greater Hickory Kia Classic at Rock Barn

Senior Majors sind fett gedruckt.

## Andere Turniersiege
- 1976 Missouri Open
- 1982 Spalding Invitational
- 1991 Mexican Open
- 1996 Franklin Templeton Shootout (mit Tom Kite)
- 2004 CVS Charity Classic (mit Sohn Bill)
- 2005 Wendy's 3-Tour Challenge (mit Hale Irwin und Craig Stadler)
- 2007 Wendy's 3-Tour Challenge (mit Hale Irwin und Craig Stadler)
- 2009 Wendy's 3 Tour Challenge (mit Fred Funk und Nick Price)
- 2012 CVS Caremark Charity Classic (mit Morgan Pressel)

## Teilnahmen an Teambewerben
- Ryder Cup: 1983 (Sieger), 1995, 2004
- Presidents Cup: 1994 (Sieger), 2003 (Sieger), 2015 (Sieger, als non-playing captain)